# Schueberfouer
La Schueberfouer est une fête foraine annuelle se déroulant sur 3 semaines, de la fin août (normalement à la Saint-Barthélémy) à début septembre, à Luxembourg-Ville (Grand-Duché de Luxembourg) sur le parking du Glacis dans le quartier du Limpertsberg.
C’est l'une des plus importantes fêtes foraines d’Europe. En 2010 s'est déroulée la 670e édition de cette manifestation, qui attire en moyenne près de 2 millions de visiteurs.

## Historique
La Schueberfouer existe depuis la charte du 20 octobre 1340 signée par Jean l'Aveugle, roi de Bohème et comte de Luxembourg, qui fixe sa date de début à la Saint-Barthélémy, soit le 24 août, tradition respectée depuis. 
La fête se tenait à l'origine sur la Schuedbuerg, sur le plateau du Saint-Esprit ; avec le temps le nom se transforma en Schuedbermiss puis en Schuebermëss. D'autres sources estiment que le nom vient de l'allemand Schober, terme qui désignait autrefois un abri servant à stocker du foin.
En 1610, la « fouer » déménage au Limpertsberg, au nord de son emplacement actuel, sur un site plus grand autrefois occupé par des arbres lors de l'aménagement des fortifications de la ville.
Jusqu'à la Révolution française, la Schueberfouer était un grand marché au rôle économique majeur, auquel était adossé un marché de bétail, le « Marché de la Saint-Barthélémy », où l'on y vendait toute sorte de marchandises. À partir du XVIIIe siècle, la « fouer » se transforme progressivement en foire d'amusement : concerts, jeux d'adresses, danses, restauration, etc.
La fête s'installe en 1893 sur son emplacement actuel, libéré des anciens remparts, afin de pouvoir urbaniser le Limpertsberg, le XXe siècle vit l'apparition de la grande roue et du grand huit. Les manèges prirent dès lors une place de plus en plus importante, sans pour autant faire disparaître les camelots et autres restaurants.

## Traduction du décret autorisant la manifestation
« Jean, par la grâce de Dieu, roi de Bohême et comte de Luxembourg, à tous ceux qui verront ce document ou en entendront la lecture : salut :
Parce que nous désirons, comme chaque prince en a le devoir, pourvoir au progrès et au développement de notre pays et spécialement de notre ville de Luxembourg qui en est la capitale, nous avons ordonné, fait et établi, ordonnons, faisons et établissons par ces lettres à tout jamais — en nous y engageant nous-mêmes ainsi que nos successeurs les comtes de Luxembourg — une foire en notre ville de Luxembourg :
1. Cette foire commencera chaque année la veille de la fête de saint Bartholomé l'Apôtre.
2. Elle durera 8 jours francs.
3. Pendant la durée de la foire ainsi que pendant les huit jours qui la précèdent et qui la suivent les marchands et les marchandes de quelque pays qu'ils viennent et de quelque condition qu'ils soient, ainsi que leurs marchandises, seront, par terre et sur l'eau, assurés de la protection du comte et de celle de ses successeurs, sur toute l'étendue du territoire.
4. Durant cette période les marchands et les marchandes seront exempts de tous impôts et de toutes taxes sans que le comte, ses successeurs, ses gens ou ses officiers puissent les empêcher de vaquer à leurs affaires.
5. Les marchands et les marchandes ne pourront être arrêtés ni leurs marchandises confisquées pour quelque raison ou sous quelque prétexte que ce soit (guerre, dettes, hypothèques, etc.)
6. En cas de crime ne pourra être poursuivi et arrêté que celui qui aura avoué en être l'auteur.
7. Tous les dommages subis, sur le territoire du comté, par les marchands et les marchandes à l'aller, pendant la durée proprement dite de la foire et sur le chemin du retour — que ces dommages soient d'ordre physique ou matériel — leur seront remboursés par le comte. Il suffira pour cela que la victime de ces dommages en indique, sous la foi du serment, l'importance et la nature.
8. Afin que ce qui précède demeure chose ferme et durable, le comte a fait sceller ce document de son grand sceau (équestre muni au revers du sceau secret).

Donné à Luxembourg le 20 octobre 1340. »